# Clarkeia
Clarkeia é um gênero de mariposa pertencente à família Crambidae.